# 成田守兼
成田 守兼（なりた もりかね、生没年不詳）は、昭和時代に活躍した大阪の版画家。

## 来歴
経歴不詳。守兼と号す。昭和6年（1931年）に大阪の真美社という出版社から美人画「艶姿二十四孝」というシリーズを発表している。本作は、新版画の一種であり、華泉と号した画家とともに共作している。
なお、真美社は昭和4年（1929年）に『浮世絵七大家画集』などの刊行をしている。

## 作品
- 「艶姿二十四孝 たび（仮題）」　真美社版　昭和6年　個人所蔵
- 「艶姿二十四孝 梅と裸婦（仮題）」　真美社版　昭和6年
- 「艶姿二十四孝 雀柄着物美人（仮題）」　真美社版　昭和6年
- 「艶姿二十四孝 紐（仮題）」　真美社版　昭和6年
- 「艶姿二十四孝 提灯（仮題）」　真美社版　昭和6年
- 「艶姿二十四孝 髪梳き（仮題）」　真美社版　昭和6年

## 参考図書
- 『おんなえ 近代美人版画全集』 阿部出版、2000年
- 町田市立国際版画美術館編　『浮世絵モダーン　深水・五葉・巴水…伝統木版画の隆盛』　町田市立国際版画美術館、2005年
- 東京都江戸東京博物館編　『よみがえる浮世絵　うるわしき大正新版画展』　東京都江戸東京博物館　朝日新聞社、2009年